# الصفا (بعدان)

تعديل مصدري - تعديل

الصفا محلة تابعة لقرية الخضبة، التابعة لعزلة دلال بمديرية بعدان إحدى مديريات محافظة إب في الجمهورية اليمنية، بلغ تعداد سكانها 30 حسب تعداد اليمن لعام 2004.